# Квинт Петелий Либон Визол
Квинт Петелий Либон Визол (на латински: Quintus Poetelius Libo Visolus) e политик на Римската република.

## Биография
Произлиза от плебейската фамилия Петелии (gens Petelia). Негови роднини са Гай Петелий Балб и Гай Петелий Либон Визол, консул през 360 пр.н.е.
През 450 пр.н.е. и 449 пр.н.е. той е децемвир с Апий Клавдий Сабин.